# Annina Brandenburg
Annina Brandenburg (6 de marzo de 1998) es una deportista de Alemania que compite en atletismo. Ganó una medalla de bronce en el Campeonato Europeo de Atletismo Sub-23 de 2019, en la prueba de lanzamiento de disco.